# Xã Canton, Quận Lewis, Missouri
Xã Canton (tiếng Anh: Canton Township) là một xã thuộc quận Lewis, tiểu bang Missouri, Hoa Kỳ. Năm 2010, dân số của xã này là 3.501 người.